# El Cercado
El Cercado est un village de l'île de la Gomera dans l'archipel des îles Canaries. Il fait partie de la commune de Vallehermoso. Il est réputé pour ses poteries sans tour.

## Situation
Le village d'El Cercado se trouve entre Las Hayas et Chipude au centre et sur les hauteurs de l'île de La Gomera et au sud du Parc national de Garajonay.

## Poteries
La poterie en colombins est utilisée à El Cercado. Il s'agit de longs boudins de terre assemblés les uns sur les autres pour former la pièce qui prend souvent une forme circulaire. Il n'y a donc pas d'utilisation du tour de potier pour cette technique qui provient d'Amérique. Ce sont les femmes du village qui réalisent le travail d'assemblage, de tournage à la main et de lissage des pièces. La composition du mélange des terres et des sables est gardée secrète. La cuisson se fait au village dans des fours à bois. 
Les poteries en terre cuite parfois ornées de dessins, de lignes ou de stries sont de couleur brune. Elles ont la forme de coupes à fruits, de cendriers et d'autres récipients utilitaires et sont signées du prénom de la potière suivi de Gomera.
Les poteries sont directement vendues dans quelques maisons d'El Cercado par les potières elles-mêmes.

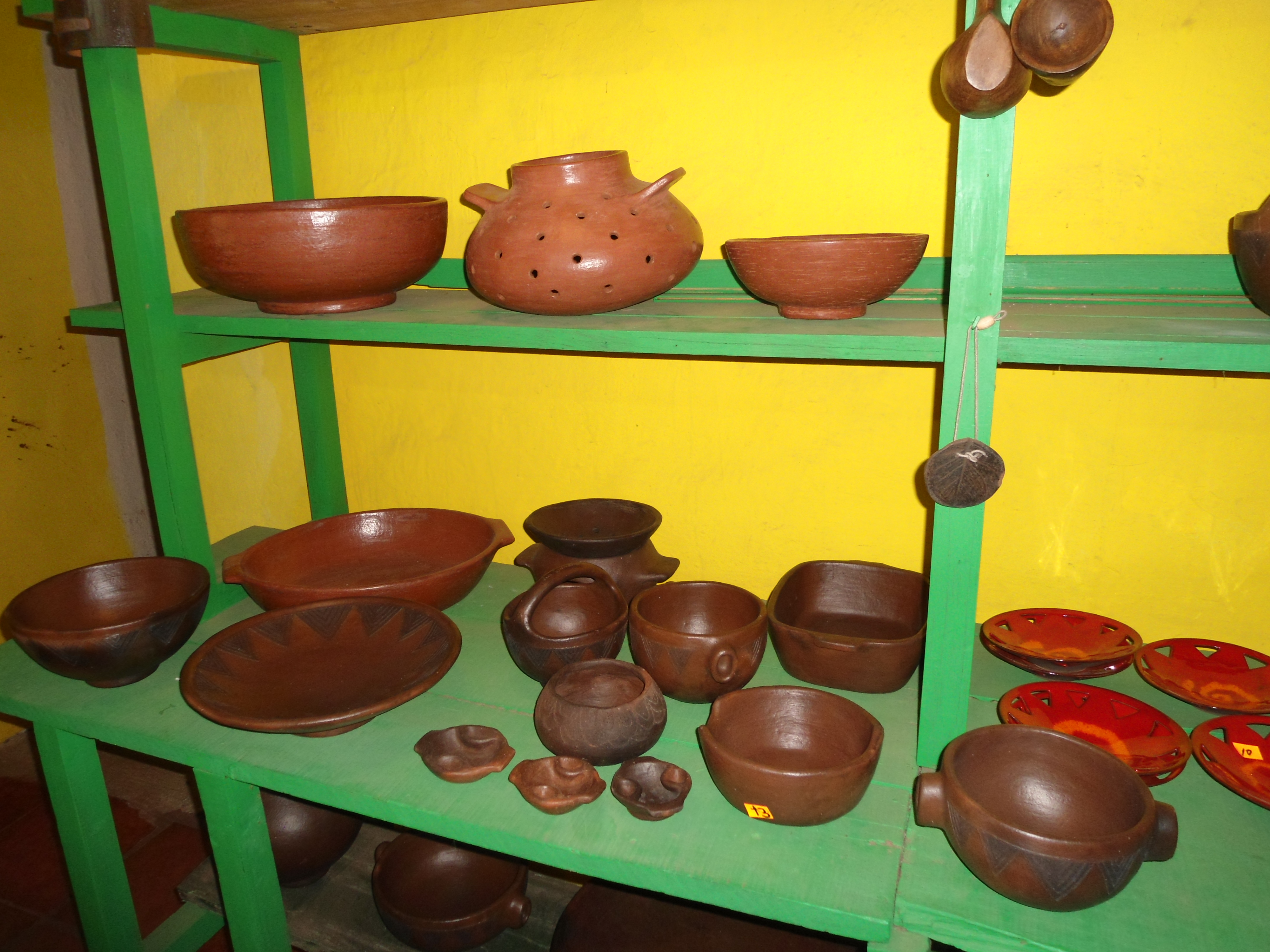
Poteries d'El Cercado.
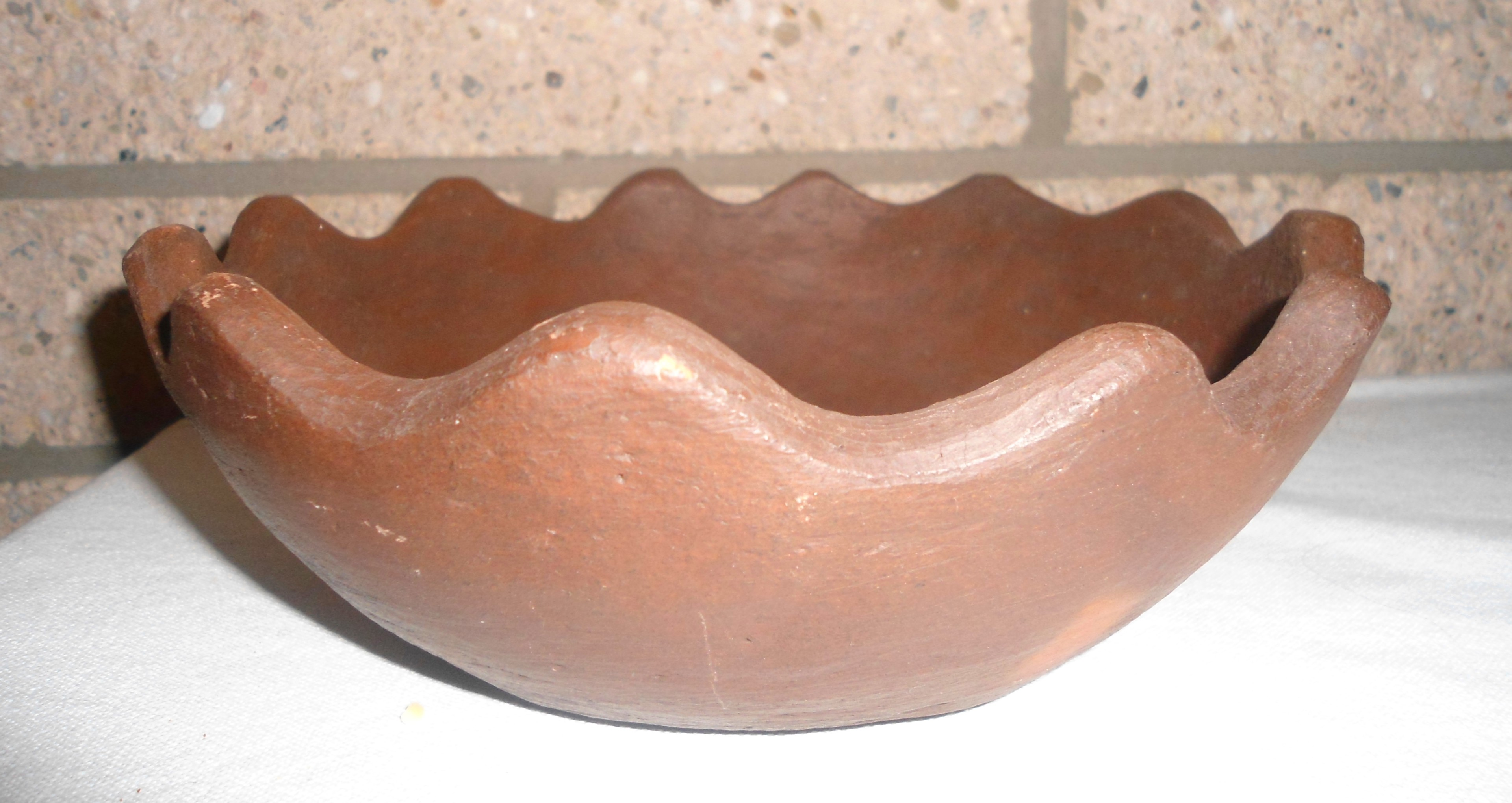
Poterie sans tour d'El Cercado.